# 胸さわぎ (岩崎宏美の曲)
『胸さわぎ』（むなさわぎ）は、1981年1月1日にリリースされた岩崎宏美の23枚目のシングル。

## 概要
作詞・作曲は当時オフコースに在籍していた松尾一彦が担当している。
当初、この曲は「抱いて」というタイトルであったが「胸さわぎ」に変更になったと、当時コンサートで語られていた。

## 収録曲
- 両楽曲共に、作詞・作曲：松尾一彦／編曲：戸塚修

1. 胸さわぎ（4分21秒）
2. 潮風の物語（4分34秒）